# Baron (Gironde)
Baron egy francia település Gironde megyében az Aquitania régióban. Lakosainak száma 1204 fő (2022. január 1.).

## Adminisztráció
Polgármesterek:
- 2001–2008 Michel Bardeau (PCF)
- 2008–2020 Emmanuel Le Blond du Plouy (SE)

## Demográfia
| Lakosok száma | 503  | 668  | 749  | 937  | 1153 | 1154 | 1153 | 1170 | 1181 | 1204 |
|               | 1968 | 1982 | 1990 | 2006 | 2013 | 2015 | 2017 | 2019 | 2020 | 2022 |

## Látnivalók
- Saint Christophe templom
- A templom kriptája